# Araneus boneti
Araneus boneti Levi, 1991 è un ragno appartenente alla famiglia Araneidae.

## Distribuzione
L'olotipo femminile ed il paratipo maschile sono stati rinvenuti in una località del Messico: a Santiago, nel piccolo stato occidentale di Colima.

## Tassonomia
Non sono stati esaminati esemplari di questa specie dal 1991
Attualmente, a dicembre 2013, non sono note sottospecie